# Анджоман
Анджоман (перс. انجمن — спільнота, товариство, громада, об'єднання) — об'єднання людей, які сповідують віровчення, дане Творцем Ахурою Маздою через пророка Ашо Заратуштру більше 3700 років тому.
Існує кілька традиційних назв нашої релігії: «Маздаясна» — Шанування Мудрості, «Дін-е Бехи» — Блага Віра, «Зартошті Даен» — Віра Заратуштри. Часто нашу віру називають словом «зороастризм», а людей, що сповідують її — зороастрійцями.
 
Російський анджоман перебуває у віронавчальный єдності і канонічному спілкуванні з Анджоманом мобедів Ірану (Anjoman-e Moghan Iran — انجمن مغان ایران) — найбільш авторитетною організацією традиційних заратуштрійськіх священиків.